# Ursel Fantz
Ursel Fantz (* 1963 in Sindelfingen) ist eine deutsche Plasmaphysikerin, die seit 1995 als außerplanmäßige Professorin an der Universität Augsburg lehrt sowie seit 2004 am Max-Planck-Institut für Plasmaphysik in Garching bei München forscht, wo sie seit 2010 kommissarisch den Bereich ITER-Technologie und -Diagnostik leitet. Sie forscht zu Niedertemperaturplasmen, Kernfusion, Plasmadiagnostik, Ionenquellen und Fusionstechnologien.

## Leben
Fantz machte 1982 das Abitur an der Kerschensteinerschule in Stuttgart, einem beruflichen Gymnasium. Gleichzeitig schloss sie als Physikalisch-Technische Assistentin ab und arbeitete zunächst zwei Jahre in diesem Beruf am Institut für Theorie der Elektrotechnik der Universität Stuttgart.
1984 nahm Fantz an gleicher Stelle das Studium der Physik auf, das sie 1991 abschloss. Anschließend arbeitete Fantz am Institut für Plasmaforschung der Universität, wo sie 1995 mit einer Dissertation zum Thema Spektroskopische Untersuchung und Modellierung von mikrowellen-angeregten Silanplasmen promoviert wurde. Die Arbeit wurde 1996 mit dem Anton- und Klara-Röser-Preis für besondere wissenschaftliche Leistungen auf dem Gebiet der Elektrotechnik  ausgezeichnet.
Direkt im Anschluss an die Promotion wurde Fantz auf den Lehrstuhl für Experimentelle Plasmaphysik an die Universität Augsburg berufen. 2002 habilitierte sich Fantz mit einer Arbeit zu Niedertemperaturplasmen in Wasserstoff und Deuterium.
2004 wechselte Fantz an das Max-Planck-Institut für Plasmaphysik, war jedoch weiterhin in Forschung und Lehre in Augsburg aktiv. 2006 erhielt sie zusammen mit Kollegen den Erwin-Schrödinger-Preis für interdisziplinäre Forschung für „[d]ie Entwicklung einer neuartigen Heizung für den Fusionstestreaktor ITER“ (Development of a High-Current-RF-Driven Plasma Source for Negative Ions). Im gleichen Jahr war Fantz Gastprofessorin am National Institute for Fusion Science in Tokio und wurde 2008 zur außerplanmäßigen Professorin in Augsburg ernannt, wo sie seit 2010 wieder kommissarisch den Lehrstuhl Experimentelle Plasmaphysik innehat.
Seit 2010 ist Fantz kommissarische Leiterin des Bereichs ITER-Technologie und -Diagnostik am Max-Planck-Institut für Plasmaphysik.
2018 wurde sie zum Mitglied der Academia Europaea gewählt.

## Ausgewählte Veröffentlichungen
- U. Fantz u. a.: Physical performance analysis and the progress of the development of the negative ion RF source for the ITER NBI system. In: Nuclear Fusion. Band 49, 2009, 125007.
- U. Fantz u. a.: Negative Ion RF Sources for ITER NBI: Status of the Development and Recent Achievements. In: Plasma Phys. Control. Fusion. Band 49, 2007, S. 563–580.
- U. Fantz, D. Wünderlich: A Novel Diagnostic Technique for H-(D-)Densities in Negative Hydrogen Ion Sources. In: New Journal of Physics. Band 8, 2006, S. 301.
- U. Fantz, D. Wünderlich: Franck-Condon Factors, Transition Probabilities and Radiative Lifetimes for Hydrogen Molecules and Their Isotopomeres. In: Atomic Data and Nuclear Data Tables. Band 92, 2006, S. 853–973.
- U. Fantz: Basics of Plasma Spectroscopy. In: Plasma Sources Sci. Technol. Band 15, 2006, S. 137–147.

(Quelle:)